# João Alcântara da Cunha
João Alcântara da Cunha (Itajaí, 19 de outubro de 1888 — ?) foi um político brasileiro.
Casou com Hermengarda Segui da Cunha.
Foi deputado à Assembleia Legislativa de Santa Catarina na 8ª legislatura (1913 — 1915).